# Flora Mayo
Flora L. Mayo, född 1899 eller 1900 i Denver, Colorado i USA, död okänt år i Kalifornien i USA, var en amerikansk skulptör.
Flora Mayo var dotter till en ägare av ett varuhus i Denver, vilket hade filialer i London och Paris.
Hon flyttade till Paris omkring 1925 för att utbilda sig till konstnär. I skulpturklassen för Antoine Bourdelle på Académie de la Grande Chaumière träffade hon 1925 Alberto Giacometti. De levde sedan tillsammans i ungefär fem år till 1929. År 1926 gjorde Giacometti porträtthuvudet Tête de femme (Flora Mayo), med henne som modell. Det gjordes då i gips med påmålning för ögon och mun, och göts 1990 i brons i Frankrike.
Hon tvingades vid 19 års ålder att gifta sig i samband med att hon fick en dotter. Efter fem år lämnade hon barnet och flyttade till Paris. Hon återvände till USA 1933, efter det familjens företag gått omkull i samband med den stora depressionen. Hon fick senare ett andra barn, sonen David Mayo Lewis (född 1935).
Hon övergav  konstnärlig verksamhet efter återvändandet till USA och levde under knappa omständigheter i Los Angeles till sin död.
Konstnärsduon Hubbard/Birchler, Teresa Hubbard och Alexander Birchler, gjorde till den schweiziska paviljongen på Venedigbiennalen 2017 filmen Flora, som skildrar Flora Mayos livsöde, delvis genom en intervju med den då 81-årige sonen David.